# Chamaemyia sexnotata
Chamaemyia sexnotata är en tvåvingeart som först beskrevs av Thomson 1869.  Chamaemyia sexnotata ingår i släktet Chamaemyia och familjen markflugor. Inga underarter finns listade i Catalogue of Life.